# Passalus inops
Passalus inops là một loài bọ cánh cứng trong họ Passalidae.